# 拉尔谢堡
拉尔谢堡（法語：Château-Larcher，法語發音：[ʃato laʁʃe]）是法国新阿基坦大区维埃纳省的一个市镇，属于普瓦捷区。

## 地理
拉尔谢堡（46°25'2"N, 0°18'52"E）面积15.35 平方千米，位于法国新阿基坦大区维埃纳省，该省份为法国中西部省份，北起曼恩-卢瓦尔省和安德尔-卢瓦尔省，西接德塞夫勒省，南至夏朗德省，东南接上维埃纳省，东临安德尔省。
与拉尔谢堡接壤的市镇（或旧市镇、城区）包括：阿洛讷、马尔奈、维沃讷。

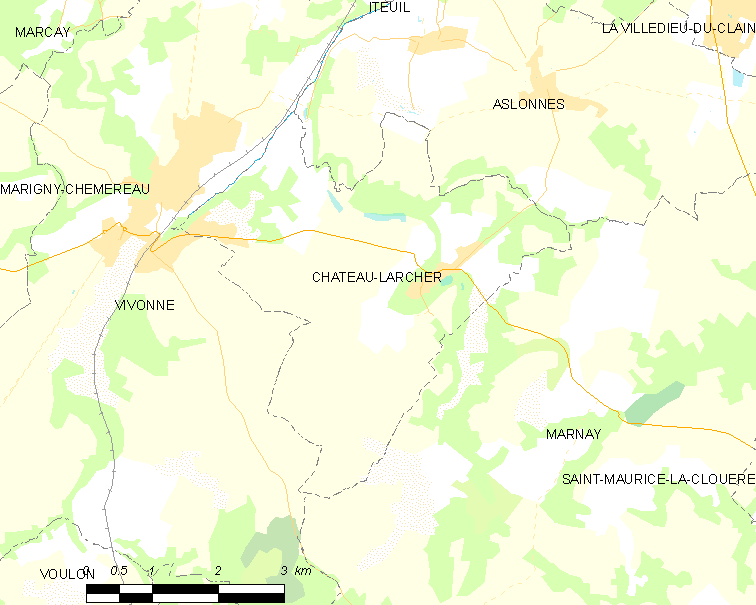
拉尔谢堡的OSM定位图

拉尔谢堡的时区为UTC+01:00、UTC+02:00（夏令时）。

## 行政
拉尔谢堡的邮政编码为86370，INSEE市镇编码为86065。

## 政治
拉尔谢堡所属的省级选区为维沃讷县。

## 人口

1962-2008年间拉尔谢堡人口变化图示

拉尔谢堡于2022年1月1日时的人口数量为1046人。